# Anolis lamari
Anolis lamari är en ödleart som beskrevs av  Williams 1992. Anolis lamari ingår i släktet anolisar, och familjen Polychrotidae. Inga underarter finns listade i Catalogue of Life.